# Gare d'Égletons
La gare d'Égletons est une gare ferroviaire française située sur la commune d'Égletons (département de la Corrèze).

## Situation ferroviaire
La gare est située sur la ligne de Tulle à Meymac.

## Fréquentation
Selon les estimations de la SNCF, la fréquentation annuelle de la gare figure dans le tableau ci-dessous.
| Année               | 2015   | 2016   | 2017   | 2018   | 2019   | 2020   | 2021   | 2022   | 2023   |
| ------------------- | ------ | ------ | ------ | ------ | ------ | ------ | ------ | ------ | ------ |
| Nombre de voyageurs | 34 935 | 33 570 | 31 977 | 31 158 | 31 577 | 28 707 | 35 886 | 39 086 | 46 963 |

## Service des voyageurs

### Accueil
Un agent commercial assure la vente de billets tous les jours, sauf le samedi. Une salle d'attente chauffée est à disposition des voyageurs.

### Desserte

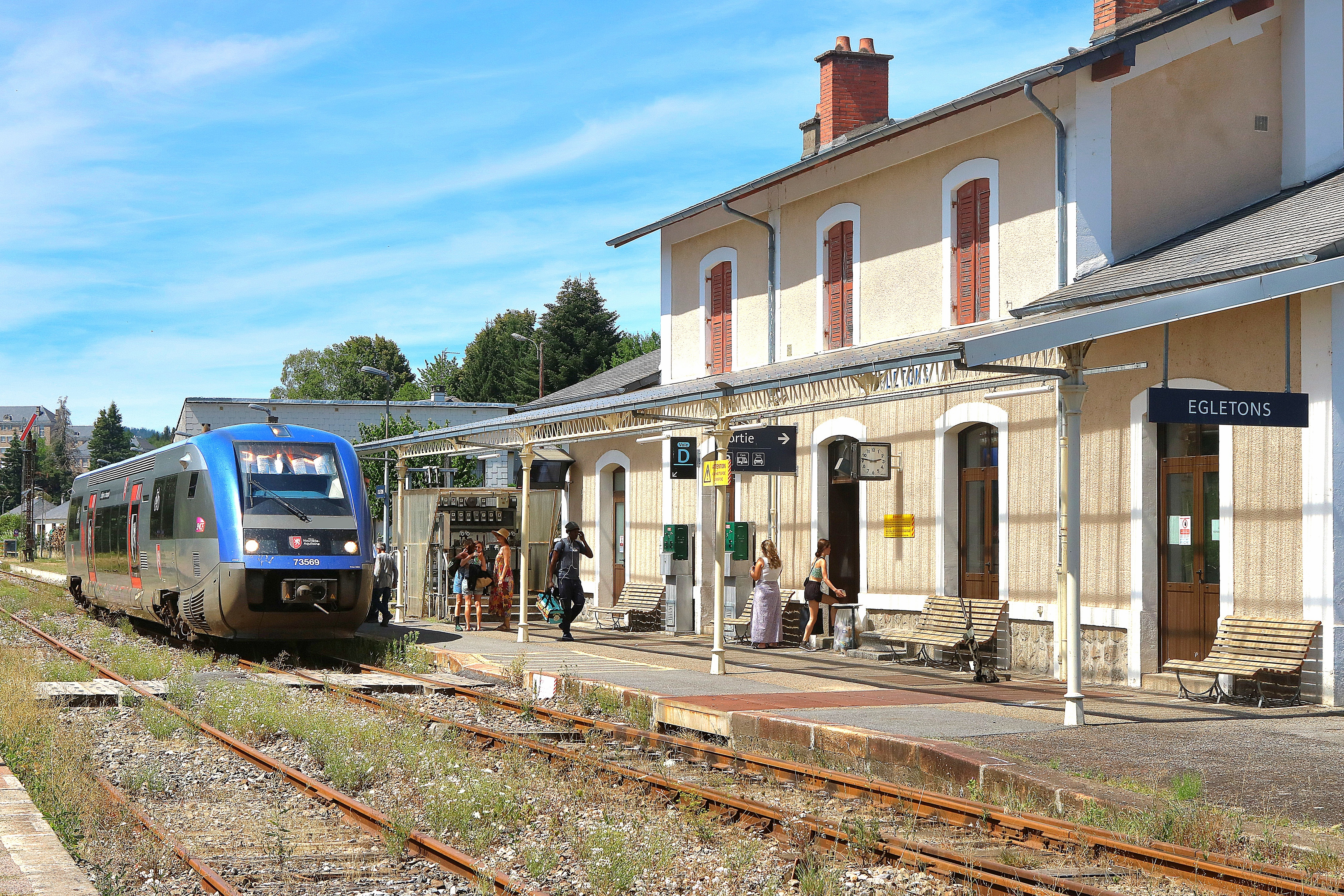
Un TER Brive - Ussel dessert la gare.

La gare d'Égletons est desservie par la « ligne 27 » du réseau TER Nouvelle-Aquitaine. Les trains assurent notamment la liaison entre Ussel et Brive-la-Gaillarde ; d'autres trains, vers Bordeaux, circulent les vendredis, dimanches et fêtes.

### Intermodalité
Des autocars réguliers assurent un service complémentaire, en desservent des villages tels que Rosiers-d'Égletons, Saint-Angel ou encore Maussac, qui ne sont pas desservis par le train.